# Olympische Sommerspiele 1984/Synchronschwimmen
Bei den Olympischen Sommerspielen 1984 in Los Angeles wurden zwei Wettbewerbe im Synchronschwimmen ausgetragen.
Die Wettbewerbe wurden im Olympic Swim Stadium ausgetragen. In beiden Wettkämpfen kamen die Olympiasiegerinnen aus den Vereinigten Staaten.

## Bilanz

### Medaillenspiegel
| Platz  | Land               | Gold | Silber | Bronze | Gesamt |
| ------ | ------------------ | ---- | ------ | ------ | ------ |
| 1      | Vereinigte Staaten | 2    | –      | –      | 2      |
| 2      | Kanada             | –    | 2      | –      | 2      |
| 3      | Japan              | –    | –      | 2      | 2      |
| Gesamt | Gesamt             | 2    | 2      | 2      | 6      |

### Medaillengewinner
| Disziplin | Gold                                        | Silber                               | Bronze                              |
| --------- | ------------------------------------------- | ------------------------------------ | ----------------------------------- |
| Solo      | Tracie Ruiz                                 | Carolyn Waldo                        | Miwako Motoyoshi                    |
| Duett     | Vereinigte Staaten Candy Costie Tracie Ruiz | Kanada Sharon Hambrook Kelly Kryczka | Japan Saeko Kimura Miwako Motoyoshi |

## Ergebnisse

### Solo
| Platz | Land | Athletinnen       | Punkte  |
| ----- | ---- | ----------------- | ------- |
| 1     | USA  | Tracie Ruiz       | 198,467 |
| 2     | CAN  | Carolyn Waldo     | 195,300 |
| 3     | JPN  | Miwako Motoyoshi  | 187,050 |
| 4     | NED  | Marijke Engelen   | 182,632 |
| 5     | FRG  | Gudrun Hänisch    | 182,017 |
| 6     | GBR  | Caroline Holmyard | 182,000 |
| 7     | FRA  | Muriel Hermine    | 180,534 |
| 8     | SUI  | Karin Singer      | 178,383 |

### Duett
| Platz | Land | Athletinnen                      | Punkte  |
| ----- | ---- | -------------------------------- | ------- |
| 1     | USA  | Candy Costie Tracie Ruiz         | 195,584 |
| 2     | CAN  | Sharon Hambrook Kelly Kryczka    | 194,234 |
| 3     | JPN  | Saeko Kimura Miwako Motoyoshi    | 187,992 |
| 4     | GBR  | Caroline Holmyard Carolyn Wilson | 184,050 |
| 5     | SUI  | Edith Boss Karin Singer          | 180,109 |
| 6     | NED  | Catrien Eijken Marijke Engelen   | 179,058 |
| 7     | FRA  | Pascale Besson Muriel Hermine    | 176,709 |
| 8     | MEX  | Claudia Novelo Pilar Ramírez     | 176,409 |